# Demény (település)
Demény (szlovákul: Domaniža) község Szlovákiában, a Trencséni kerületben, a Vágbesztercei járásban. Kardos település tartozik hozzá.

## Fekvése
Vágbesztercétől 10 km-re délkeletre található.

## Története
A régészeti leletek tanúsága szerint a község területén már a korai bronzkorban is éltek emberek.
A mai települést 1268-ban „Domanysa” néven említik először, de valószínűleg már a 11. században is létezett. Kezdetben több helyi nemesi család, köztük a Demények és a Kardosok birtoka, mely később vásártartási joggal is rendelkezett. 1559-ben a vágbesztervei uradalom részeként I. Ferdinánd Draskovich György pécsi püspöknek adta.
A 18. század végén Vályi András így ír róla: „DOMANISZ. vagy Domanitza. Mező Város Trentsén Vármegyében, földes Ura Gróf Eszterházy Uraság, lakosai katolikusok, fekszik Illavatól három mértföldnyire, magos hegyek között, réttye, legelője, erdeje elég, kézi mesterséggel jó keresettyek, de mivel földgyei középszerűek, második Osztálybéli.”
Fényes Elek 1851-ben kiadott geográfiai szótárában így ír a faluról: „Dománis, Trencsén m. egy nagy hegyek közt fekvő tót mváros. Lakja 621 kath. 1 evang., 25 zsidó. Ékeskedik egy csinos urasági kastéllyal, s egy kath. templommal. Határja hegyes, erdős, sovány, de tölgyes, fenyves erdei szép hasznot hajtanak. A lakosok főképen kézimesterségekből élnek. F. u. gr. Eszterházy Józsefné. Ut. p. Zsolna.”
A trianoni békéig Trencsén vármegye Vágbesztercei járásához tartozott.
A 20. század elején csatolták hozzá Kardost.

## Népessége
| Év:            | 1994. | 2004.   | 2014.   | 2024.   |
| -------------- | ----- | ------- | ------- | ------- |
| Emberek száma: | 1533  | 1487    | 1513    | 1644    |
| Eltérés:       |       | -3,00 % | +1,74 % | +8,65 % |

| Év:            | 2023. | 2024.   |
| -------------- | ----- | ------- |
| Emberek száma: | 1638  | 1644    |
| Eltérés:       |       | +0,36 % |

1910-ben 770, túlnyomórészt szlovák lakosa volt.
2001-ben 1492 lakosából 1481 szlovák volt.
2011-ben 1476 lakosából 1411 szlovák volt.

## Neves személyek
- Itt született 1840. január 16-án Nyulassy Sándor Ferdinánd Ferenc festőművész,[5] Nyulassy Lajos öccse.

## Nevezetességei
- Szent Miklós püspök tiszteletére szentelt római katolikus temploma a 14. században épült gótikus stílusban.
- A Mária-oszlop a 18. században készült.
- Erdeiben barna medve is előfordul, 2000-ben egy birkanyájat dézsmáló példányát lőtték ki.

## Lásd még
- Kardos